# Chrysiptera parasema
Chrysiptera parasema là một loài cá biển thuộc chi Chrysiptera trong họ Cá thia. Loài này được mô tả lần đầu tiên vào năm 1918.

## Từ nguyên
Từ định danh parasema bắt nguồn từ παράσημον trong tiếng Hy Lạp cổ đại có nghĩa là "cờ hiệu đuôi nheo", hàm ý đề cập đến cuống đuôi và vây đuôi có màu trắng (ở các mẫu vật đã được ngâm trong formaldehyde).

## Phạm vi phân bố và môi trường sống
C. parasema được tìm thấy tại quần đảo Solomon, phía bắc Papua New Guinea, Philippines và quần đảo Ryukyu (Nhật Bản); còn ở Việt Nam, loài này được ghi nhận tại cù lao Chàm (Quảng Nam) và đảo Cồn Cỏ (Quảng Trị).
C. parasema sống trên các rạn viền bờ và trong đầm phá, đặc biệt là những khu vực có nhiều san hô thuộc chi Acropora, ở độ sâu đến ít nhất là 16 m.

## Mô tả
Chiều dài lớn nhất được ghi nhận ở C. parasema là 7 cm. Toàn thân của loài cá này được bao phủ bởi một màu xanh lam thẫm, ngoại trừ cuống đuôi và vây đuôi màu vàng. Đầu lốm đốm các vệt xanh nhạt hơn với vệt sọc đen trên mõm. Mống mắt xanh, có vạch đen băng ngang đồng tử.
Số gai ở vây lưng: 13; Số tia vây ở vây lưng: 10–12; Số gai ở vây hậu môn: 2; Số tia vây ở vây hậu môn: 11–12; Số gai ở vây bụng: 1; Số tia vây ở vây bụng: 5.

## Phân loại học
C. parasema hình thành một nhóm phức hợp loài với Chrysiptera hemicyanea và Chrysiptera giti, đặc trưng bởi màu xanh lam ở phần lớn cơ thể với màu vàng ở một phần thân sau và thân dưới.

## Sinh thái học
Thức ăn của C. parasema có thể là tảo và động vật phù du. Cá đực có tập tính bảo vệ và chăm sóc trứng; trứng có độ dính và bám chặt vào nền tổ.